# Santa Chiara a Vigna Clara
De Santa Chiara a Vigna Clara is een kerk in Rome, gelegen in de wijk Della Vittoria aan het Piazza dei Giuochi Delfici in de buurt die Vigna Clara wordt genoemd. De kerk is gewijd aan de Heilige Clara van Assisi.
Met de bouw van de kerk werd eind jaren vijftig van de twintigste eeuw begonnen en de kerk werd gewijd op kerstdag 1962. De kerk is de zetel van de gelijknamige parochie die in 1959 werd gesticht door de kardinaal-vicaris van Rome Clemente Micara, met het decreet Paterna sollicitudine (Uit vaderlijke zorg). Het gebouw is geïnspireerd op de basiliek van Santo Stefano Rotondo al Celio en is volledig opgetrokken uit gewapend beton. In de kerk is een serie schilderijen te zien met betrekking tot de annunciatie en de geboorte.

## Titelkerk
Paus Paulus VI verhief deze kerk in 1969 tot titelkerk. Houders van de titel waren:
- Gordon Joseph Gray (1969-1993)
- Vinko Puljić (1994-)